# Universidad Nacional de Cajamarca
La Universidad Nacional de Cajamarca (UNC); es una universidad pública licenciada ubicada en la ciudad de Cajamarca, Perú. Es la principal institución dedicada a la docencia y a la investigación en el departamento de Cajamarca. Cuenta en la actualidad con 10 facultades que abarcan un total de 24 escuelas profesionales.

## Orígenes
El 13 de febrero de 1962, se promulgó la Ley N.º 14015, por la que se creó la Universidad Técnica de Cajamarca y el 14 de julio empezó a funcionar  con 6 escuelas: Medicina Rural, Agronomía, Medicina Veterinaria, Pedagogía, Minería y Metalurgia, Economía y Organización de Empresas. Su fundación marcó el corolario al esfuerzo arduo y tesonero de la Federación de Educadores de Cajamarca, que desde el año 1957 y bajo la conducciòn del Dr. Zoilo León Ordóñez gestaron un centro de estudios superiores para la juventud cajamarquina, y que el año 1961 formaron el comité pro-universidad que fue aceptado por el entonces presidente de la república Dr. Manuel Prado Ugarteche.

## Facultades y escuelas
La UNC consta de 10 facultades que albergan 24 escuelas profesionales. Dichas especialidades pertenecen al campo del conocimiento de las ciencias y letras. La facultad con mayor número de carreras es la de ingeniería.
| Facultad                                                     | Escuela                                                       |
| ------------------------------------------------------------ | ------------------------------------------------------------- |
| Facultad de Ingeniería                                       | Ingeniería Civil                                              |
| Facultad de Ingeniería                                       | Ingeniería de Sistemas                                        |
| Facultad de Ingeniería                                       | Ingeniería Geológica                                          |
| Facultad de Ingeniería                                       | Ingeniería Hidráulica                                         |
| Facultad de Ingeniería                                       | Ingeniería de Minas                                           |
| Facultad de Ingeniería                                       | Ingeniería Sanitaria (Celendín)                               |
| Facultad de ciencias económicas, contables y administrativas | Contabilidad                                                  |
| Facultad de ciencias económicas, contables y administrativas | Economía                                                      |
| Facultad de ciencias económicas, contables y administrativas | Administración                                                |
| Facultad de Educación                                        | Educación                                                     |
| Facultad de Ciencias Agrarias                                | Agronomía                                                     |
| Facultad de Ciencias Agrarias                                | Ingeniería Ambiental (Celendín)                               |
| Facultad de Ciencias Agrarias                                | Ingeniería Forestal                                           |
| Facultad de Ciencias Agrarias                                | Ingeniería en Industrias Alimentarias (Cajamarca y Cajabamba) |
| Facultad de Ciencias Agrarias                                | Ingeniería en Agronegocios                                    |
| Facultad de Derecho                                          | Derecho                                                       |
| Facultad de Ciencias de la salud                             | Enfermería                                                    |
| Facultad de Ciencias de la salud                             | Obstetricia                                                   |
| Facultad de Ciencias de la salud                             | Biología y biotecnología                                      |
| Facultad de Ciencias Veterinarias                            | Medicina Veterinaria                                          |
| Facultad de Ciencias Pecuarias                               | Zootecnia                                                     |
| Facultad de Medicina                                         | Medicina Humana                                               |
| Facultad de Ciencias Sociales                                | Sociología                                                    |
| Facultad de Ciencias Sociales                                | Turismo y Hotelería                                           |

Cuenta además con 5 filiales ubicadas en Jaén , Chota, Celendín, Bambamarca y Cajabamba.

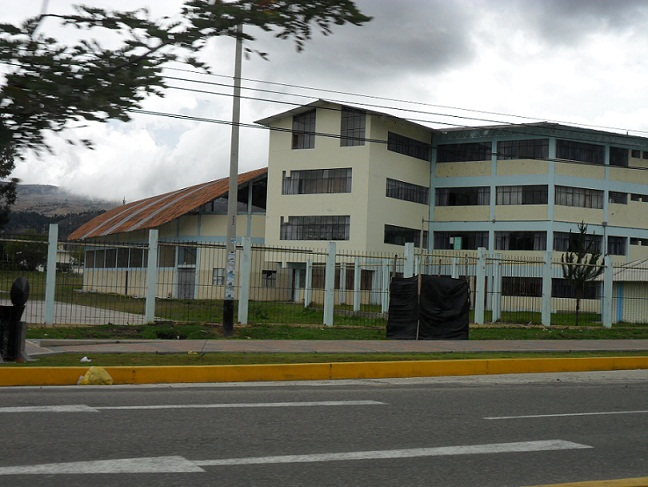
Frontis del coliseo de la Universidad Nacional de Cajamarca.
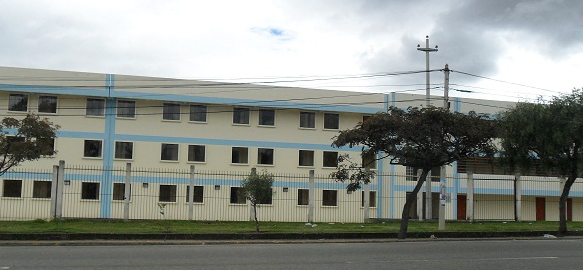
Residencia de la Universidad de Cajamarca.
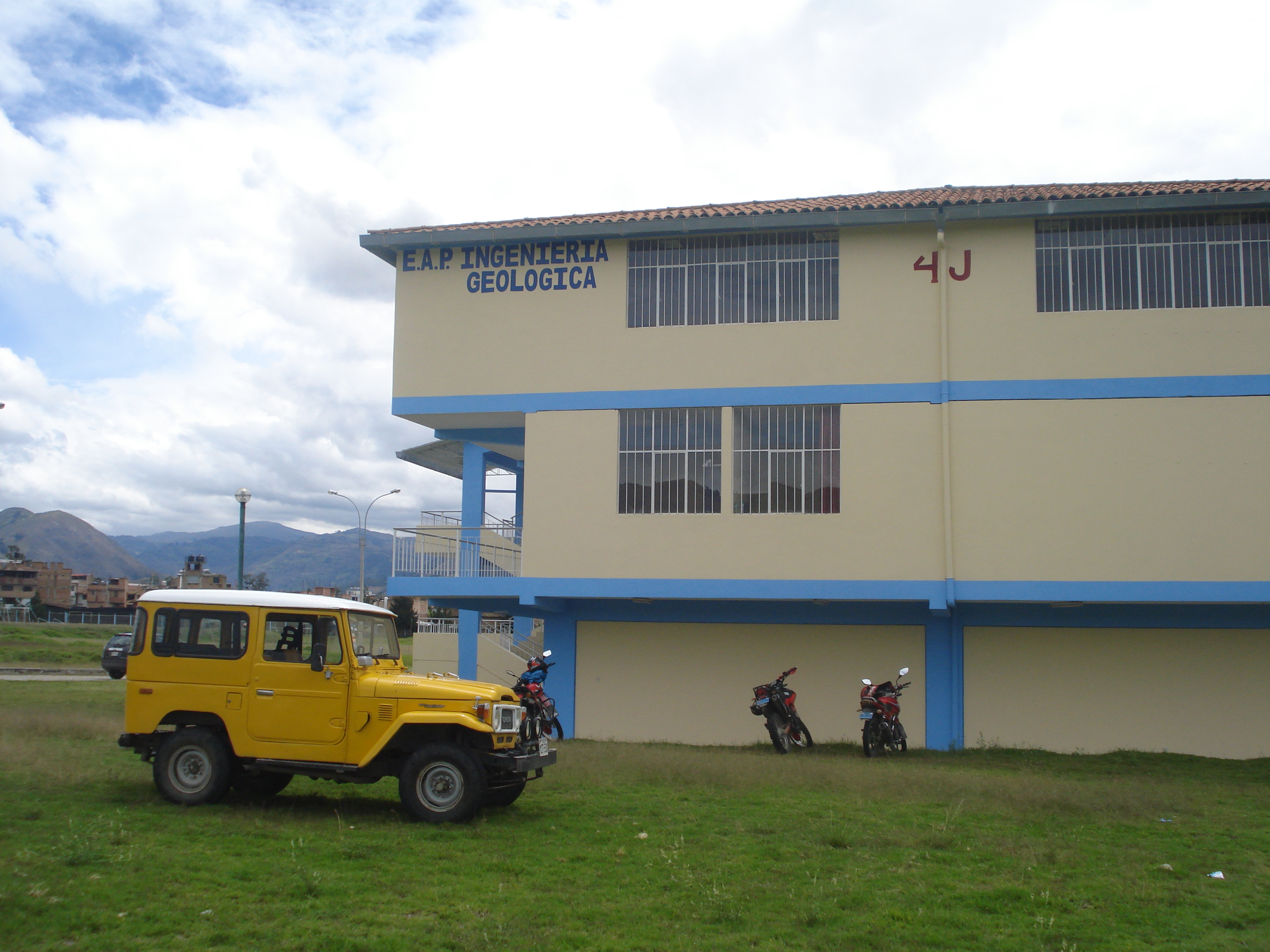
Ingeniería Geológica.
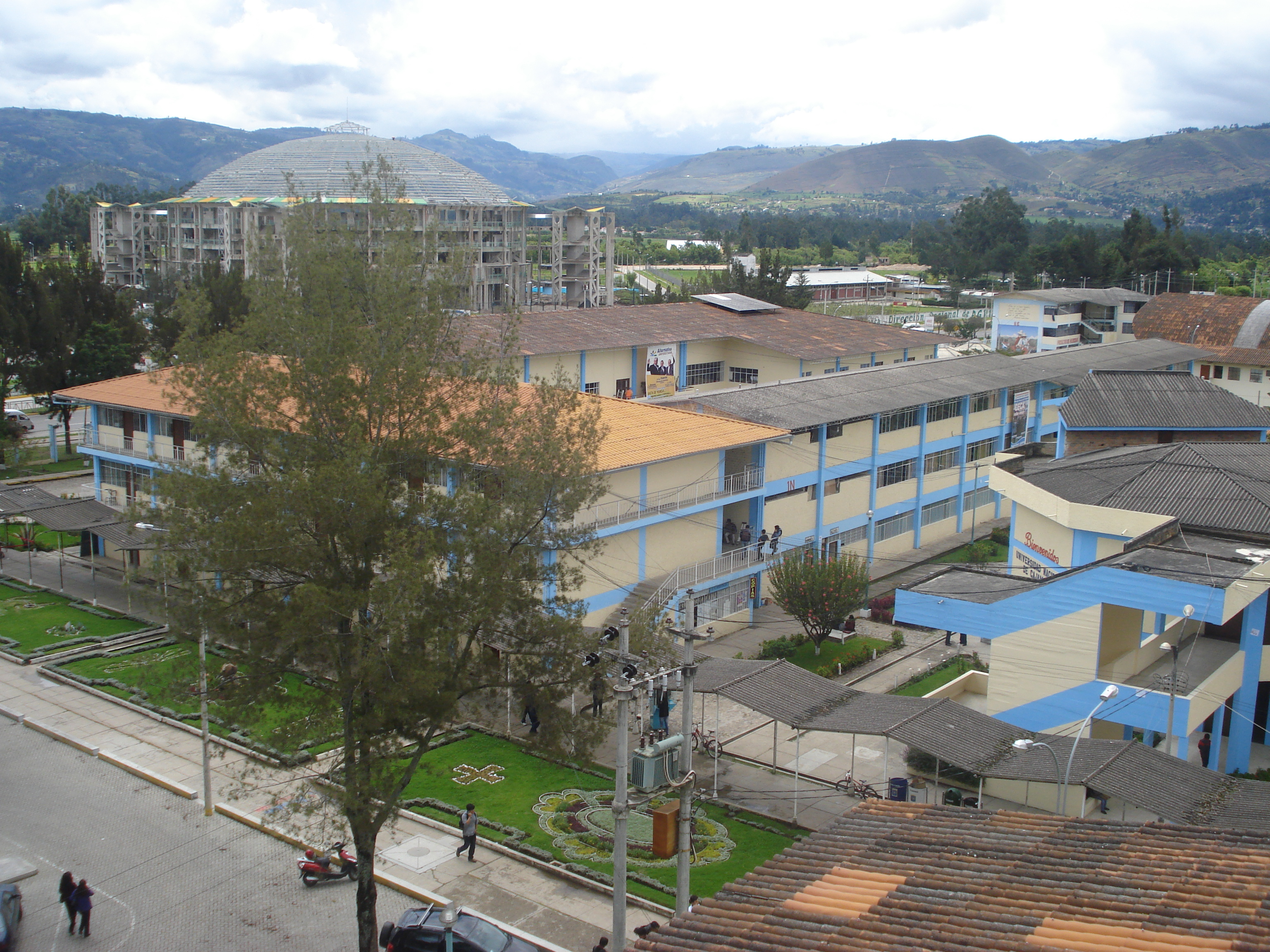
UNC y Coliseo Multiusos.
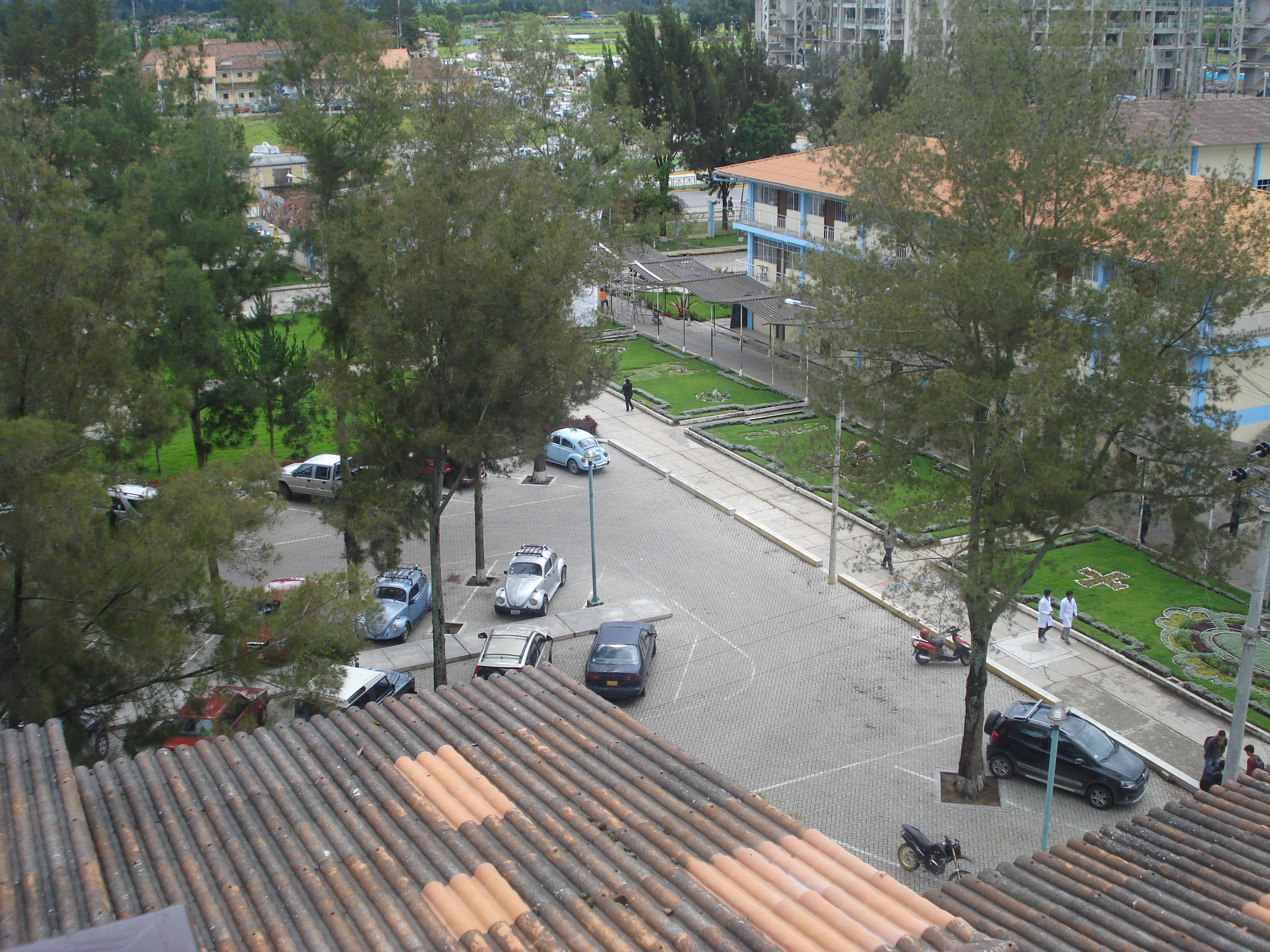
Estacionamiento de Postgrado.

## Rectores
1. Ing. Jorge Navarro Talavera
2. Ing. Ciro Arribasplata Bazán
3. Ing. Guillermo Urteaga Rocha
4. M.V. José Raunelli Castro
5. Ing. Mariano Carranza Zavaleta
6. Ing. Pablo Sánchez Zevallos
7. Ing. Letelier Mass Villanueva
8. Prof. César Alipio Paredes Canto
9. Mg. Elio Leoncio Delgado Azañero
10. Dr. Angelmiro Montoya Mestanza (2004-2009)
11. M.Sc. Carlos Segundo Tirado Soto (2009-2014)
12. Dr. Hermes Roberto Mosqueira Ramírez (2014-2015)
13. Dr. Angelmiro Montoya Mestanza (2016-2021)(F.+2020)
14. Dr. Ángel Francisco Dávila Rojas (e) (2021)
15. Dr. Segundo Berardo Escalante Zumaeta (2021-2026)

## Rankings académicos
En los últimos años, se ha generalizado el uso de rankings universitarios internacionales para evaluar el desempeño de las universidades a nivel nacional y mundial; siendo estos rankings clasificaciones académicas que ubican a las instituciones de acuerdo a una metodología científica de tipo bibliométrica que incluye criterios objetivos medibles y reproducibles, tomando en cuenta por ejemplo: la reputación académica, la reputación de empleabilidad para los egresantes, la citas de investigación a sus repositorios y su impacto en la web. Del total de 92 universidades licenciadas en el Perú, la Universidad Nacional de Cajamarca se ha ubicado regularmente dentro de los treinta primeros lugares a nivel nacional en determinados rankings universitarios internacionales.